# Giro de Weddell

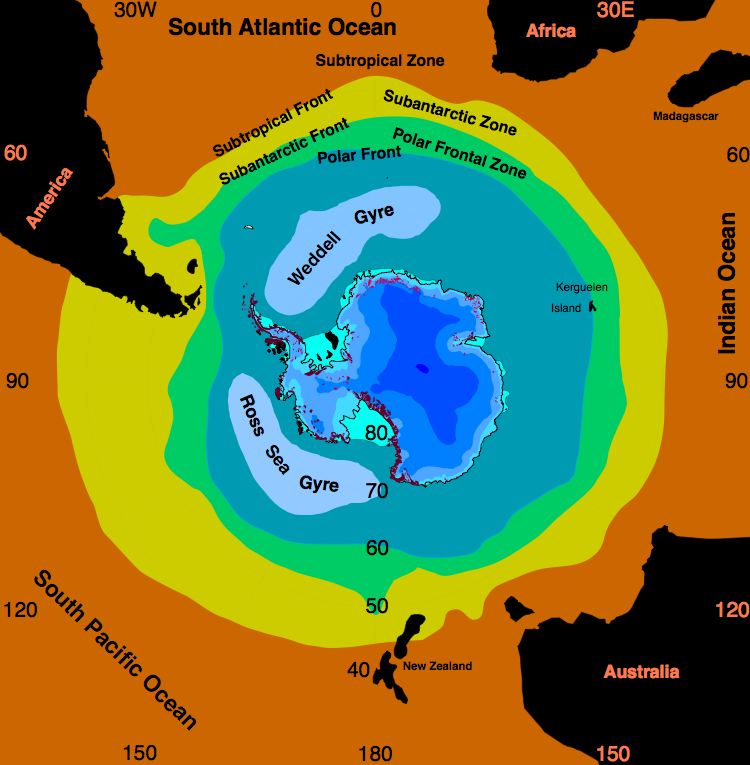
Localização do giro de Weddell Gyre no Mar de Weddell.

O giro de Weddell é um dos dois giros oceânicos que existe no Oceano Antártico. O giro é localizado no Mar de Weddell, e gira no sentido horário, portanto é um giro ciclônico já que corre no Hemisfério-Sul. O giro é formado por interações entre a corrente circumpolar antártica e a plataforma continental antártica.  A água deste giro é guiada pela batimetria do talude da região. 